# Анісенко Валерій Данилович
Анісенко Валерій Данилович (біл. Валерый Данілавіч Анісенка; *5 червня 1944, Толочин) — білоруський театральний режисер та актор. Заслужений діяч мистецтв Республіки Білорусь.

## Біографія
Ще в шкільні роки захоплювався театральною діяльністю, був актором Талачинського народного театру. В 1965 році закінчив Білоруський театрально-художній інститут. Працював актором у Вітебську в Білоруському державному драматичному театрі імені Якуба Коласа (1965—1967 роки) та Купалівського театру (1969—1977 роки).
Незатребуваність як актора підштовхнула Анісенка до отримання режисерської освіти. В 1978 він закінчив Вищі режисерські курси в Державному інституті театрального мистецтва у Москві. Працював головним режисером Білоруського республіканського театру юного глядача (1979—1980 роки), Театра-студії кіноактора (1980—1982 роки), Білоруського радіо (1982—2000), художнім керівником (пізніше і директором одночасно) Республіканського театру білоруської драматургії (2000—2012). В останньому театрі виходив на сцену і як актор.
З 2012 року директор та художній керівник Національного академічного драматичного театру імені Якуба Коласа.

## Творчість
Поставив безліч спектаклів (в тому числі більше 100 радіоспектаклів), 2 телефільми: «Полювання на останнього журавля» А. Жука (2-х серійний художній фільм) і «Крик чайки» А. Асіпенка (короткометражка).
Автор текста лекцій «Конспект по Шекспірові» російською, іспанською та англійською мовами (Мінськ, «Арлекін», 1997 рік), книг «Сповідь дилетанта» (Мінськ, «Чотири чверті», 2011), «Нотатки початківця» (Мінськ, АТ «Беллітфонд», 2004),

## Визнання
- Лауреат Державної премії та спеціальної премії Президента Республіки Білорусь.
- Спектаклі «Річард» (1995) і «Макбет» (1996) стали лауреатами 49-го і 50-го Міжнародного Единбурзького фестивалю.